# Scolymia australis
Scolymia australis là một loài san hô trong họ Mussidae. Loài này được Milne Edwards and Haime mô tả khoa học năm 1849.